# Koilenoma upsilensis
Koilenoma upsilensis är en insektsart som beskrevs av Desutter-grandcolas 1993. Koilenoma upsilensis ingår i släktet Koilenoma och familjen syrsor. Inga underarter finns listade i Catalogue of Life.